# Chile Open 2021
Chile Open 2021, oficiálním sponzorským názvem Chile Dove Men+Care Open 2021, byl tenisový turnaj pořádaný jako součást mužského okruhu ATP Tour, který se odehrával v Clubu de Tenis UC San Carlos de Apoquindo na otevřených antukových dvorcích. Konal se mezi 8.  až 14. březnem 2021 v chilském hlavním městě Santiagu jako dvacátý třetí ročník turnaje.
Turnaj disponoval rozpočtem 393 935 dolarů a patřil do kategorie ATP Tour 250. Nejvýše nasazeným hráčem ve dvouhře se opět stal dvacátý druhý hráč světa Cristian Garín. Jako poslední přímý účastník do singlové soutěže nastoupil 135. hráč žebříčku, Argentinec Leonardo Mayer.
Pátý titul na okruhu ATP Tour, i pátý antukový, vybojoval santiagský rodák Cristian Garín, jenž se stal prvním chilským šampionem turnaje od roku 2009. Čtyřhru ovládl italsko-argentinský pár Simone Bolelli a Máximo González, jehož členové získali premiérovou společnou trofej.

## Rozdělení bodů a finančních odměn

### Rozdělení bodů
| Soutěž  | vítězové | finalisté | semifinalisté | čtvrtfinalisté | 16 v kole | 32 v kole | Q  | Q3 | Q2 | Q1 |
| ------- | -------- | --------- | ------------- | -------------- | --------- | --------- | -- | -- | -- | -- |
| dvouhra | 250      | 150       | 90            | 45             | 20        | 0         | 12 | 6  | 3  | 0  |
| čtyřhra | 250      | 150       | 90            | 45             | 0         | —         | —  | —  | —  | —  |

### Finanční odměny
| Soutěž                              | vítězové | finalisté | semifinalisté | čtvrtfinalisté | 16 v kole | 32 v kole | Q3      | Q2      | Q1      |
| ----------------------------------- | -------- | --------- | ------------- | -------------- | --------- | --------- | ------- | ------- | ------- |
| dvouhra                             | 24 110 $ | 17 810 $  | 13 350 $      | 9 125 $        | 6 235 $   | 4 450 $   | 3 360 $ | 2 280 $ | 1 260 $ |
| čtyřhra                             | 8 400 $  | 6 140 $   | 4 680 $       | 3 350 $        | 2 450 $   | —         | —       | —       | —       |
| částka ve čtyřhře je uvedena na pár |          |           |               |                |           |           |         |         |         |

## Mužská dvouhra

### Nasazení
| Stát                           | Hráč              | ATP | Nasazení |
| ------------------------------ | ----------------- | --- | -------- |
| Chile                          | Cristian Garín    | 22. | 1.       |
| Francie                        | Benoît Paire      | 29. | 2.       |
| Španělsko                      | Pablo Andújar     | 57. | 3.       |
| Srbsko                         | Laslo Djere       | 60. | 4.       |
| USA                            | Frances Tiafoe    | 62. | 5.       |
| Itálie                         | Salvatore Caruso  | 79. | 6.       |
| Argentina                      | Federico Coria    | 85. | 7.       |
| Argentina                      | Federico Delbonis | 86. | 8.       |
| Žebříček ATP ke 1. březnu 2021 |                   |     |          |

### Jiné formy účasti
Následující hráči obdrželi divokou kartu do hlavní soutěže:
- Juan Manuel Cerúndolo
- Nicolás Jarry
- Gonzalo Lama

Následující hráč obdržel do hlavní soutěže zvláštní výjimku:
- Francisco Cerúndolo

Následující hráči postoupili z kvalifikace:
- Sebastián Báez
- Holger Rune
- Alejandro Tabilo
- Juan Pablo Varillas

### Odhlášení
před začátkem turnaje
- Fabio Fognini → nahradil jej  Jaume Munar
- Miomir Kecmanović → nahradil jej  Andrej Martin
- Dominik Koepfer → nahradil jej  Daniel Elahi Galán
- Juan Ignacio Londero → nahradil jej  Facundo Bagnis
- Pedro Martínez → nahradil jej  Daniel Altmaier
- Thiago Monteiro → nahradil jej  Jozef Kovalík
- Guido Pella → nahradil jej  Pedro Sousa

## Mužská čtyřhra

### Nasazení
| Stát                                                                                    | Hráč              | Stát       | Hráč              | ATP  | Nasazení |
| --------------------------------------------------------------------------------------- | ----------------- | ---------- | ----------------- | ---- | -------- |
| Jižní Afrika                                                                            | Raven Klaasen     | Japonsko   | Ben McLachlan     | 69.  | 1.       |
| USA                                                                                     | Austin Krajicek   | Chorvatsko | Franko Škugor     | 74.  | 2.       |
| Brazílie                                                                                | Marcelo Demoliner | Mexiko     | Santiago González | 93.  | 3.       |
| Itálie                                                                                  | Simone Bolelli    | Argentina  | Máximo González   | 117. | 4.       |
| Žebříček ATP ke 1. březnu 2021; číslo je součtem žebříčkového postavení obou členů páru |                   |            |                   |      |          |

### Jiné formy účasti
Následující páry obdržely divokou kartu do hlavní soutěže:
- Marcelo Tomás Barrios Vera /  Alejandro Tabilo
- Nicolás Jarry /  Leonardo Mayer

### Odhlášení
před začátkem turnaje
- Federico Delbonis /  Juan Ignacio Londero → nahradili je  Federico Delbonis /  Jaume Munar

## Přehled finále

### Mužská dvouhra
- Cristian Garín vs.  Facundo Bagnis, 6–4, 6–7(3–7), 7–5

### Mužská čtyřhra
- Simone Bolelli /  Máximo González vs.  Federico Delbonis /  Jaume Munar, 7–6(7–4), 6–4